# 橄榄坝大桥
橄榄坝大桥，又称“景洪市橄榄坝至景哈乡澜沧江大桥”，是中国云南省西双版纳傣族自治州一座公路桥梁，位于景洪市勐罕镇与景哈乡之间，跨越澜沧江。项目分为主线和连接线两部分，总长2,610.742（8,565.4英尺）。主线由北岸道路、引桥、主桥和南岸道路组成，全长1,399.807（4,592.5英尺）；连接线位于景哈乡一侧，起点与在建的国际码头相接，全长1,210.935（3,972.9英尺）。大桥主塔高118.6米，按双向四车道一级公路兼城市主干道标准建设，主桥宽26米，引桥和引道宽23米，设计速度60公里/小时，总投资约6.5亿元人民币，于2015年10月28日开工建设，2019年7月22日试通车。
大桥项目由中交第二公路工程局有限公司负责施工、中国公路工程咨询集团有限公司负责监理。在历史上勐罕镇与景哈乡原统称“橄榄坝”，两地隔江相望，在1980年代中期一分为二镇，大桥的建成结束了两岸依靠渡船通行的历史。

## 设计

### 历史
根据该桥设计单位——招商局重庆交通科研设计院有限公司于2012年发布的《橄榄坝至景哈乡澜沧江大桥环境影响评价通告》显示，大桥最初设计方案采用（6×26米）+（6×26米）+（6×26米）现浇预应力混凝土连续箱梁引桥+400米钢箱梁双塔悬索桥+（6×26米）现浇预应力混凝土连续箱梁引桥，桥梁全长1,025（3,363英尺），引道长368.892（1,210.3英尺），主线全长1,393.892（4,573.1英尺），采用双向四车道一级公路标准。连接线长1,208.477（3,964.8英尺），采用二级公路标准，路基宽12（39英尺）。总投资为60,281.2056万元，建设工期4年半。
2013年初，景洪市人民政府发布的建设项目公示显示，大桥的设计方案变更为：（6×27米）+（5×27米）现浇预应力混凝土连续箱梁引桥+（180+400+180米）双塔混凝土斜拉桥+（4×27米）现浇预应力混凝土连续箱梁引桥，桥梁全长1,166（3,825英尺），引道长227.892（747.7英尺），北岸引桥桥下两侧设置辅道分别长554.086（1,817.9英尺）、574.363（1,884.4英尺），主线全长1,393.892（4,573.1英尺），连接线长1,208.477（3,964.8英尺）。建设工期则缩短至3年半。
2014年3月，云南省环境保护厅发布的关于该项目的拟批复公示介绍：工程总投资为62,704.73万元，其中环保投资587.73万元（含水保投资387.13万元）。该工程永久占地6.11公顷，临时占地4.23公顷。拟建大桥主桥采用七跨连续预应力混凝土双塔双索面斜拉桥，全长760（2,493英尺），桥面宽26（85英尺）；勐罕岸引桥长297.5（976.0英尺），桥宽23（75英尺），引道长116.5（382.2英尺），路基宽23（75英尺），辅道长1,115.126（3,658.5英尺），路基宽8.5（28英尺）；景哈岸引桥长108.5（356.0英尺），桥宽23（75英尺），引道长111.392（365.5英尺），路基宽23（75英尺）；连接线位于在建新码头，长1,208.477（3,964.8英尺），路基宽10（33英尺）。
2015年7月1日，中交第二公路工程局有限公司正式中标该大桥项目，合同金额2.98亿元，工期36个月。大桥主桥为七跨双塔双索面混合式叠合梁斜拉桥，采用“H”形主塔，桩柱式墩、轻型化基桩U台，主梁边跨采用混凝土梁形式，中跨采用双边“上”形钢主梁结合砼桥面板结构形式。主桥全长700（2,297英尺），桥跨布置为：（40.5+42.5+67）+400+（67+42.5+40.5）米，主跨400（1,312英尺），是云南省主跨最长的斜拉桥。引桥全长330（1,083英尺），均为3×27.5米现浇箱梁。桥梁总长1,030（3,379英尺）。